# 軍隊行進曲 (シューベルト)
『3つの軍隊行進曲』（みっつのぐんたいこうしんきょく、Trois Marches Militaires für Klavier zu 4 Händen ）D 733、作品51は、フランツ・シューベルトがピアノ連弾のために作曲した曲集。第1番が特に有名であり、管弦楽編曲版や吹奏楽編曲版、ピアノ独奏版でもよく演奏されている。
ツェリス（現在のスロヴァキア・Želiezovce）でエステルハージ伯爵家の娘の教師を務めていた1818年に作曲され、1826年にアントニオ・ディアベリにより出版された。

## 形式
いずれもファンファーレ風の音形を伴った勇壮な主題に始まり、下属調のトリオを挟んだ3部形式で書かれている。
- 第1番 - アレグロ・ヴィヴァーチェ、ニ長調、4分の2拍子。
- 第2番 - アレグロ・モルト・モデラート、ト長調、4分の4拍子。
- 第3番 - アレグロ・モデラート、変ホ長調、4分の4拍子。

## 編曲
- 第1番には多くの編曲がある。フランツ・リストによるピアノ独奏用の編曲(S.426a)があり、リストの弟子のカール・タウジヒによるピアノ独奏用の編曲もよく知られる。

## BGM等としての使用例
- チャレンジャー - 第1番をアレンジした曲を1面のBGMとして使用。
- ファイナルファンタジーV - BGM『ピアノのおけいこ』（主人公が弾いたことのないピアノを弾くごとに難しい曲が演奏できるようになる）の5段階目として第1番を使用。
- 美味しんぼ 究極のメニュー三本勝負 - BGMとして第1番を使用。
- サンタのオモチャ工房 - ぜんまい仕掛けの兵隊やびっくり箱などのおもちゃが行進し、サンタクロースの袋の中に入っていく場面で、第1番の金管五重奏編曲版を使用した、ディズニーの短編映画。
- いすゞジェミニ - 1980年代に一世風靡した「街の遊撃手」いすゞジェミニのCMとして第一番がBGM使用された。